# Rosa Bailón
Rosa Bailón (Ramos Mejía, septiembre de 1933 - Buenos Aires, octubre de 1999), fue una modista y creadora de ropa argentina que se destacó en los años 1970 con su tienda Madame Frou Frou.

## Biografía

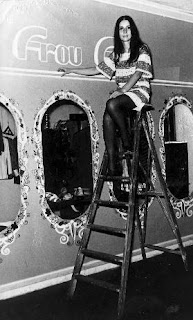
Rosita Bailón en su local Madame Frou Frou en la Galería del Este.

Nació en septiembre de 1933 en Ramos Mejía (provincia de Buenos Aires). En su infancia y juventud no tuvo formación en corte y confección, sino que aprendió de forma autodidacta observando a su madre, y luego trabajando en una casa de modas. En 1967 abrió una tienda de ropa que llamó Madame Frou Frou en la Galería del Este, cercana al Instituto Di Tella, que imitaba el estilo de las casas de ropas del Swinging London. Allí ella plasmo, con un estilo muy personal, una alianza entre música, cine, literatura y ropa.
Elaboraba gran cantidad y diversidad de ropas llamativas, como pantalones pata de elefantes, línea de camisas unisex con prints de estrellas o ceros, maxitapados de pelo de cabra teñidos, capelinas con prints de lunares y flores, vestidos con decenas de metros de percales, satén o chiffon, con abundantes volados y escotes, entre otros.
Si bien ella no pertenecía a la movida en torno al Instituto Di Tella, logró captar la atención de los artistas de la época. Sin embargo, no seguía tendencias, sino que tendía a exagerarlas y burlarse de ellas. De esta forma, logró que su local se convirtiera en el más conocido de la Galería del Este y centro de reunión de diversos artistas plásticos, diseñadores, músicos, como Roberto Jacoby, Juan Gatti, Edgardo Jiménez, el escritor Manuel Puig, los cantantes Pappo, Javier Martínez, Alejandro Medina y Litto Nebbia. También pasaron por su local varias modelos y actrices, como Liliana Caldini, Mercedes Robirosa, Marilú Marini y Graciela Borges.
Un aspecto menos conocido, pero en el que también se destacó fue en la defensa de los derechos humanos, principalmente durante el gobierno militar surgido con el golpe de estado de 1976. Durante esos años visitó y ayudo a familiares de detenidos desaparecidos y exploró vías de escapatoria del país para quienes lo necesitaban.
En el año 1980 cerró su tienda, lo que realizó con un gesto artístico, destruyéndola. Ella comentó que la moda era para ella una "moda de emergencia, porque los diseños dependían de mis necesidades (...) más que pensar en colecciones, a diario surgían nuevas prendas" Sin embargo, continuó trabajando como modista haciendo ropa a medida en su departamento del centro de Buenos Aires.

## Vida personal
Se casó con Miguel Haiat. Falleció en octubre de 1999.

## Homenajes
Un premio ofrecido por el Centro Metropolitano de Diseño del Gobierno de la Ciudad de Buenos Aires, que está destinado específicamente a jóvenes diseñadores, lleva su nombre en su honor. El MALBA realizó una retrospectiva de sus ropas en el año 2005, con ropas prestadas por diversas personalidades que contaban con ellas. También se realizó un corto documental sobre su vida.